# Oil and Water (canción)
«Oil and Water» es el tercer sencillo del álbum Light Grenades lanzado en los estados Unidos por el grupo de rock Incubus. El sencillo fue lanzado en las estaciones de radio el 5 de junio de 2007. La canción se posicionó en el puesto 8 del Billboard Modern Rock Tracks y en el 38 del Mainstream Rocks Tracks.
La canción es una pieza musical romántica pero triste, que muestra la ruptura de dos amantes. [cita requerida]
El video musical fue producido por Andrew Schwartz y dirigido por Jim Henson, y está compuesto por clips de la película de Henson, The Dark Crystal.